# Hybomys lunaris
Hybomys lunaris је врста глодара из породице мишева (лат. Muridae).

## Распрострањење
Врста има станиште у ДР Конгу и Уганди.

## Станиште
Станиште врсте су шуме. Врста је по висини распрострањена од 1.830 до 2.440 метара надморске висине.

## Угроженост
Ова врста се сматра рањивом у погледу угрожености врсте од изумирања.